# Адаховщина (Ляховичский район)
Адаховщина (бел. Адахаўшчына) — деревня в Ляховичском районе Брестской области Белоруссии, входит в состав Новосёлковского сельсовета. Население — 128 человек (2019).

## География
Адаховщина находится в северо-западном углу Ляховичского района на левом берегу реки Щара, по которой здесь проходит граница с Барановичским районом в 12 км к востоку от центра города Барановичи и в 13 км к северо-западу от города Ляховичи. На противоположном берегу реки Щара находится одноимённая деревня Барановичского района. Через деревню проходит автодорога Барановичи — Несвиж.

## Достопримечательности
- Усадьба Рдултовских XIX века. Усадебный дом не сохранился, сохранились лишь хозяйственная постройка и фрагменты парка
- Братская могила трёх советских воинов, погибших в 1944 году. В 1965 году установлен обелиск[2].

#### Утраченное наследие
- Усадебный дом

## Галерея

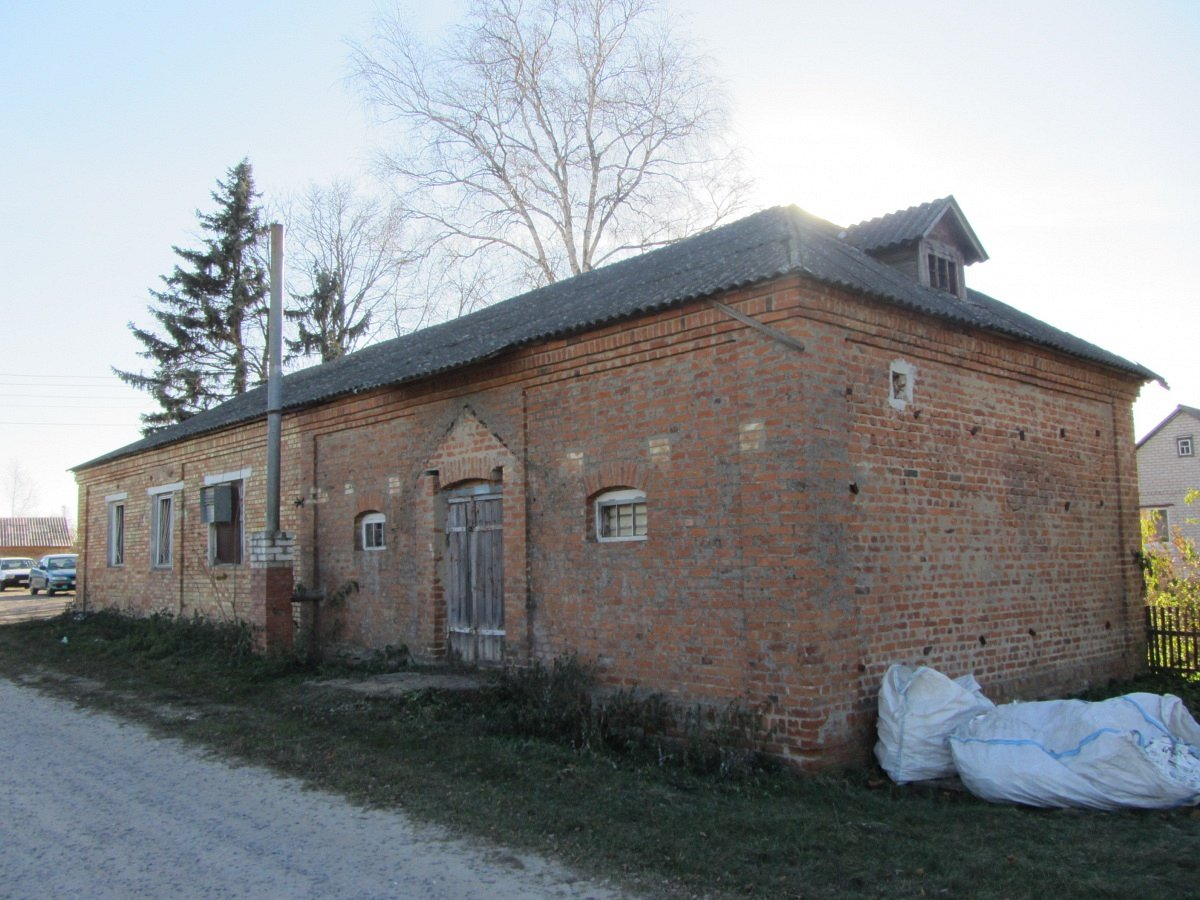
Хозяйственная постройка
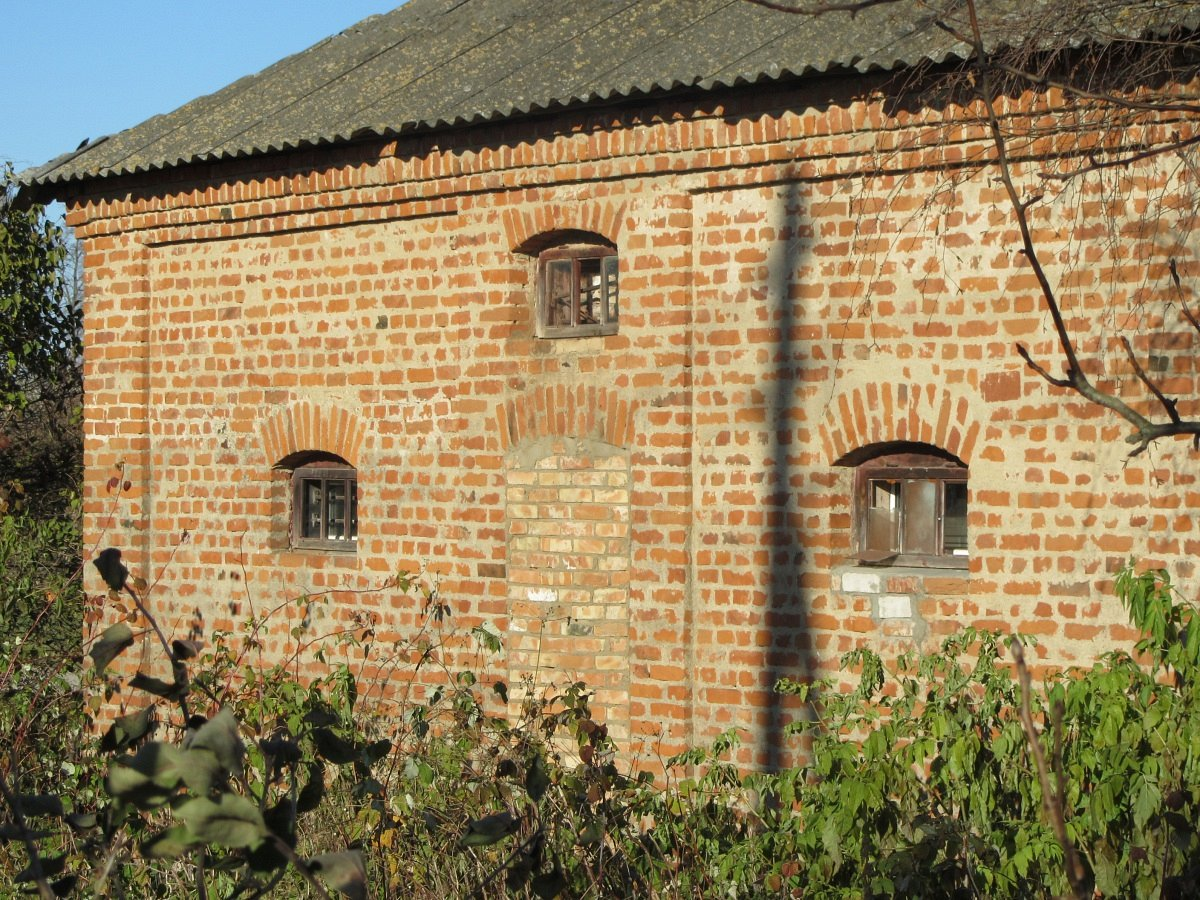
Хозяйственная постройка
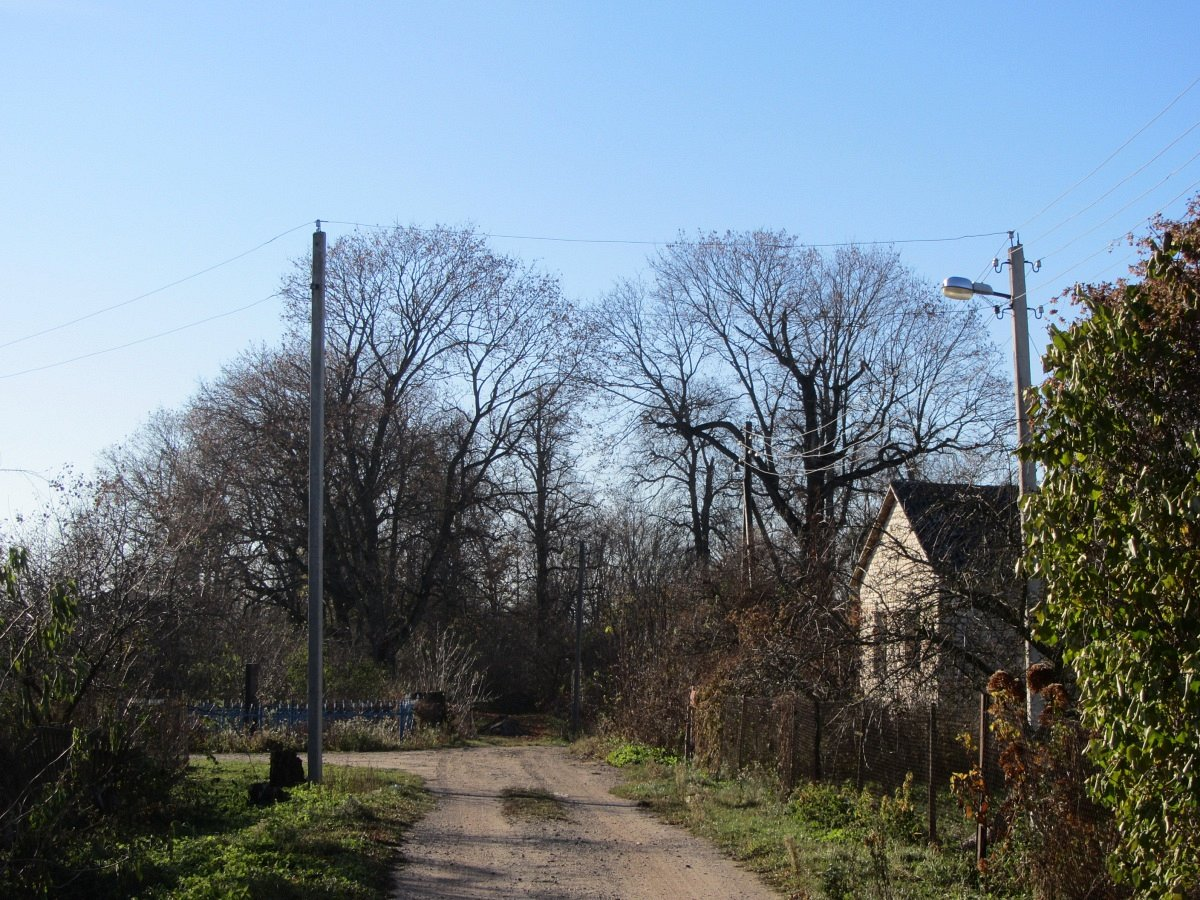
Парк